# 桐丘街道
桐丘街道是中华人民共和国河南省周口市扶沟县下辖的一个街道办事处。

## 行政区划
桐丘街道下辖以下地区：
西关社区、古楼社区、花园社区、南关社区、大寺社区、书院社区、万岗村、七里井村、郑关村、南园村、马家厂村、李堂村、小胡村和东五村。